# Lampetis favareli
Lampetis favareli es una especie de escarabajo del género Lampetis, familia Buprestidae. Fue descrita científicamente por Le Moult en 1939.